# Liste der Wappen im Landkreis Unterallgäu
Die Liste der Wappen im Landkreis Unterallgäu zeigt die Wappen der Gemeinden im bayerischen Landkreis Unterallgäu.

## Landkreis Unterallgäu

Landkreis Unterallgäu Durch eine eingeschweifte, gesenkte silber-blau gerautete Spitze gespalten von Schwarz und Gold, vorne eine goldene Rosette, hinten eine blaue Lilie.
Lage des Landkreises Unterallgäu in Bayern
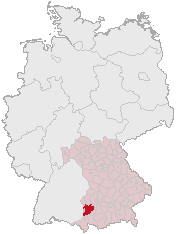
Lage des Landkreises Unterallgäu in Deutschland
Landkreis Illertissen (1862-1972)
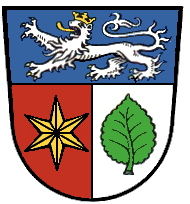
Landkreis Kaufbeuren (1862-1972)
Landkreis Krumbach (Schwaben) (1862-1972)
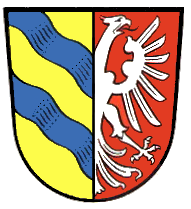
Landkreis Memmingen (1862–1972) Gespalten von Gold und Rot; vorne zwei blaue Schrägwellenbalken, hinten am Spalt ein linksgewendeter, halber silberner Adler.
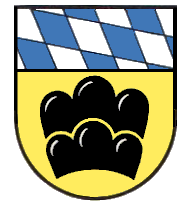
Landkreis Mindelheim (1862–1972) Unter silber-blau gerautetem Schildhaupt in Gold ein schwebender schwarzer Sechsberg.

## Wappen der Städte, Märkte und Gemeinden

Gemeinde Amberg Über blauem Schildfuß, darin konzentrische, silberne Kreisbögen (Radiowellen), gespalten von Silber und Rot, belegt mit einer heraldischen Lilie in verwechselten Farben.
Gemeinde Apfeltrach Gespalten von Rot und Silber, vorne schräg gekreuzt ein goldener Bischofsstab und ein silberner Palmzweig, hinten über einem gesenkten blauen Wellenbalken ein roter Apfel mit grünem Stiel und grünem Blatt.
Markt Babenhausen In Gold zwischen drei, zwei zu eins gestellten schwarzen Schlägeln ein sechsstrahliger schwarzer Stern.
Markt Bad Grönenbach In Grün ein silberner Schrägwellenbalken.
Stadt Bad Wörishofen Unter silbernem Schildhaupt, darin ein waagrechter grüner Lindenzweig, in Blau ein silberner Wellenbalken.
Gemeinde Benningen Gespalten von Schwarz und Silber; vorne ein linksgewendeter wachsender goldener Abtstab, hinten drei grüne Riednelken mit roten Blüten aus einem Stock wachsend.
Gemeinde Boos Geteilt von Rot und Blau, belegt mit einer goldenen heraldischen Lilie.
Gemeinde Böhen In Silber zwei gekürzte grüne Spitzen, darin ein schräggestellter goldener Abtstab, belegt mit einem Wellenpfahl in verwechselten Farben.
Gemeinde Breitenbrunn Gespalten von Silber und Schwarz, vorne ein blauer Wellenpfahl, belegt mit einem achtspeichigen Mühlrad in verwechselten Farben, hinten ein silbernes, gekerbtes Doppelkreuz.
Gemeinde Buxheim Über von Gold und Grün geviertem Schildfuß gespalten; vorne in Blau eine goldene Marienkrone, hinten gespalten von Silber und Rot.
Markt Dirlewang In Rot eine silberne Torburg aus zentraler Mauer und zwei gezinnten Flankenrundtürmen mit silbern-blau gequaderten Sockeln, darin ein die Wandbreite füllendes geschlossenes goldenes Tor mit zwei schwarzen Angeln und rechtem Einlasspförtchen.
Gemeinde Egg a. d. Günz In Blau ein wachsender silberner Abtstab, pfahlweise belegt mit einem facettierten goldenen Dreieck und einem silbernen Wellenbalken.
Gemeinde Eppishausen In Schwarz drei zwei zu eins gestellte silberne Kübel mit goldenem Reifen.
Markt Erkheim In Blau ein perspektivisches hochgiebeliges fünfstöckiges rotbedachtes silbernes Haus mit vier Erkertürmchen, zwei Dachreitern an den Firstenden, alle mit Spitzdach und einer silber-rotgeteilten Fahne besteckt, schwarzen Fenstern und Tür.
Gemeinde Ettringen In Silber schräg gekreuzt ein wachsendes linksschräges schwarzes Grabscheit mit einem wachsenden linksgewendeten roten Abtstab, belegt mit einem gesenkten, blauen Wellenbalken.
Gemeinde Fellheim Von Rot und Silber gespalten, vorne ein mit fünf sechsstrahligen golden Sternen goldennimbierter silberner Mann in schwarzem Talar, goldgefranstem silbernem Rochett und ebensolcher Stola, schwarzem Pluviale und Birett, die Rechte mit schwarzem Handkreuz erhoben (hl. Johannes Nepomuk), hinten auf grünem Schildfuß ein bewurzelter grüner Weidenbaum.
Gemeinde Hawangen Geteilt von Gold und Schwarz, oben zwei schräg gekreuzte schwarze Palmenzweige, unten eine goldene Mitra mit hochgelegten Bändern und aufgelegter Rosette.
Gemeinde Heimertingen In Gold eine eingeschweifte rote Spitze, darin ein silberner Halbmond, vorne und hinten je eine blaue Lilie.
Gemeinde Holzgünz Gespalten von Schwarz und Silber mit einem gesenkten Wellenbalken in verwechselten Farben; vorne ein doppelarmiges gegabeltes (zwölfspitziges) silbernes Kreuz, hinten ein bewurzelter grüner Laubbaum.
Gemeinde Kammlach In Gold ein gesenkter blauer Wellenbalken, belegt mit einem fünfzinkigen schwarzen Rosskamm mit Ringgriff.
Gemeinde Kettershausen Unter blauem Schildhaupt, darin balkenweise drei goldene Kugeln, in Silber eine eingeschweifte blaue Spitze, darin eine goldene heraldische Lilie, vorne ein linksgewendete rote Abtsstabkrümme, hinten eine rote Roggenähre.
Gemeinde Kirchhaslach Gespalten von Silber und Grün über von Schwarz und Silber gespaltenem und gesenktem Wellenbalken, vorne ein mit einer roten Heugabel bestecktes vierspeichiges achtschaufliges rotes Mühlrad, hinten eine silberne heraldische Lilie, die Spitze mit einer silbernen Haselnuss belegt.
Markt Kirchheim i. Schw. Geteilt von Rot und Gold, belegt mit einem silberngeharnischter barhäuptigen und bärtiger Mann, die Rechte erhoben, die Linke am schwarzen Griff des Schwertes.
Gemeinde Kronburg In Silber ein grüner Wellenschrägbalken, oben ein goldgekrönter rotgezungter steigender schwarzer Wolf, unten schrägbalkenweise zwei rote Giebelhäuser mit schwarzen Fenstern und Tür.
Gemeinde Lachen Unter silbernem Schildhaupt, darin ein mit goldenem Gitter belegter roter Schrägbalken, in Blau ein roter Balken, oben balkenweise drei silberne Eisenhüte.
Gemeinde Lauben In Silber über schwarzem Schildfuß, darin ein silberner Sechsberg, ein gesenkter schwarzer Balken, belegt mit drei silbernen Majuskeln „P“, oben begleitet von einem sechsstrahligen roten Marienstern.
Gemeinde Lautrach Durch einen schräglinken silbernen Wellenbalken geteilt von Rot und Blau, oben ein linksgewendeter zehnendiger goldener Hirschkopf, unten ein schräglinker silberner Wellenfaden.
Markt Legau In silberdamasziertem Schwarz ein goldenes Rutenbündel mit doppeltem Schragenbund und durchgestecktem goldenen Beil.
Markt Markt Rettenbach Von Gold und Blau geteilt durch einen roten Schräglinksbalken, darin ein silberner Schrägwellenbalken, oben ein sechsstrahliger blauer Stern, unten zwei sechsstrahlige silberne Sterne.
Markt Markt Wald Gespalten von Blau und Gold, vorne eine bewurzelte goldene Tanne, hinten eine blaue heraldische Lilie.
Gemeinde Memmingerberg Gespalten von Silber und Blau, vorne ein durchgehendes rotes Tatzenkreuz, hinten ein silberner Enghalskrug mit Deckel.
Stadt Mindelheim In Silber über vier blauen Wellenfäden eine schwarze Glocke mit zwei goldenen Reifen und goldenem Klöppel.
Gemeinde Niederrieden In Rot zwei schräg gekreuzte, beblätterte silberne Rohrkolben, belegt mit einem wachsenden, linksgewendeten, goldenen Abtstab.
Gemeinde Oberrieden Geteilt von Blau und Silber, belegt mit einem Schild, darin in Silber auf grünem Dreiberg, darin ein silberner Wellenbalken, ein schreitender roter Löwe mit erhobener rechter Vordertatze.
Gemeinde Oberschönegg Gespalten von Rot und Silber, vorne pfahlweise ein silbernes Marienmonogramm und ein silbernes Ulrichskreuz, hinten drei zwei zu eins gestellte schwarze Schlägel.
Markt Ottobeuren Gespalten, vorne in Rot ein halber silberner Adler am Spalt, hinten gespalten von Schwarz und Gold.
Markt Pfaffenhausen Geteilt von Silber und Blau, belegt mit einer von Schwarz und Silber geteilten Raute.
Gemeinde Pleß Gespalten von Silber und Blau, belegt mit einem gesenkten, von Schwarz und Gold gespaltenem Wellenbalken; vorne ein schwarzes Patriarchenkreuz, darin ein silbernes Doppelbalkenkreuz, hinten über einem liegenden silbernen Halbmond eine goldene heraldische Lilie.
Gemeinde Rammingen Gespalten, vorne gespalten von Blau und Gold, darin zwei Steinbockhörnern in verwechselten Farben, hinten in Blau schräg gekreuzt zwei goldene Reuthauen.
Gemeinde Salgen Über blauem Wellenschildfuß, darin eine vierblättrige goldene Rosette, ein auf einem roten Bogenbalken stehender, hersehender schwarzer Löwe.
Gemeinde Sontheim Durch einen silbernen Schrägwellenbalken geteilt von Schwarz und Grün, oben eine goldene Rose, unten zwei schräg liegende, schräg gekreuzte goldene Ähren.
Gemeinde Stetten In Rot eine eingeschweifte goldene Spitze, darin ein schwebender schwarzer Sechsberg, vorne zwei schräg gekreuzte silberne Pfeile, hinten ein silbernes Ulrichskreuz.
Gemeinde Trunkelsberg Gespalten von Silber und Rot, vorne ein linksschräger roter Sattel, hinten ein goldener Bildstock mit Stufensockel und einem Kreuz besteckt.
Markt Tussenhausen In Silber ein aus einem goldbebordeten blauen Dreiberg, darin balkenweise eine rote Wolfsangel, wachsender, golden gekrönter und rotgezungter schwarzer Esel.
Markt Türkheim Geteilt von Blau und Silber, oben zwei goldene Schrägbalken, unten über grünem Schildfuß, darin ein silberner Wellenbalken, vier gleich hohe grüne Hügel.
Gemeinde Ungerhausen Über silbernem Schildfuß, darin ein mit drei silbernen Majuskeln „P“ belegter schwarzer Balken, gespalten von Rot und Schwarz, vorne ein halber goldbewehrter silberner Adler am Spalt, hinten eine goldene Rosette.
Gemeinde Unteregg Unter silbernem Schildhaupt, darin ein roter Balken, durch eine eingeschweifte silberne Spitze, darin ein blaues Ulrichskreuz, gespalten von Schwarz und Blau, vorne eine goldene Rosette, hinten eine goldene Bügelkrone mit roten Steinen.
Gemeinde Westerheim Gespalten von Gold und Schwarz, vorne über einem roten Malteserpatriarchenkreuz eine gestürzt fliegende silberne Taube, hinten eine goldene Rosette.
Gemeinde Wiedergeltingen In Silber ein aus drei, eins zu zwei gestellten roten Quadersteinen aufwachsender roter Greifenlöwe.
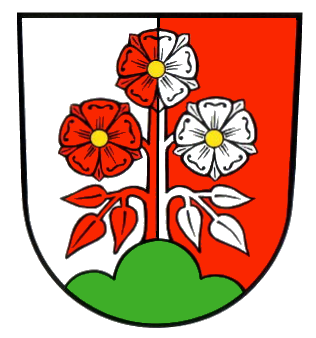
Gemeinde Winterrieden Gespalten von Silber und Rot, aus grünem Dreiberg wachsend ein Rosenstrauch mit drei Blüten mit goldenen Butzen in verwechselten Farben.
Gemeinde Wolfertschwenden Geteilt von Blau und Silber, oben ein wachsender goldener Löwe, unten aus grünem Dreiberg wachsend ein grüner Laubbaum.
Gemeinde Woringen Gespalten von Silber und Rot, vorne auf grünem Dreiberg ein linksgewendeter schwarzer Rabe, hinten ein silbernes Doppelkreuz.

## Ehemalige Gemeinden mit eigenem Wappen

Gemeinde Altensteig
Gemeinde Anhofen
Gemeinde Arlesried
Gemeinde Attenhausen
Gemeinde Bebenhausen
Gemeinde Bedernau
Gemeinde Betzisried
Gemeinde Bronnen
Gemeinde Daxberg
Gemeinde Derndorf
Gemeinde Dietershofen b. Babenhausen
Gemeinde Dieratried
Gemeinde Dorschhausen
Gemeinde Egelhofen
Gemeinde Engetried
Gemeinde Engishausen
Gemeinde Erisried
Gemeinde Eutenhausen
Gemeinde Frechenrieden
Gemeinde Frickenhausen
Gemeinde Gernstall
Gemeinde Gottenau
Gemeinde Greimeltshofen
Gemeinde Guggenberg
Gemeinde Haitzen
Gemeinde Hasberg
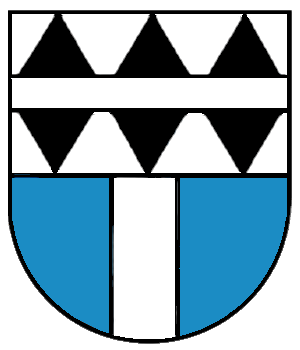
Gemeinde Haselbach Geteilt von Silber und Blau, oben balkenweise drei schwarze Rauten, belegt mit einem silbernen Balken, unten ein silberner Pfahl
Gemeinde Hausen
Gemeinde Heimenegg
Gemeinde Helchenried
Gemeinde Herretshofen
Gemeinde Immelstetten
Gemeinde Inneberg
Gemeinde Irsingen
Gemeinde Kardorf
Gemeinde Kirchdorf
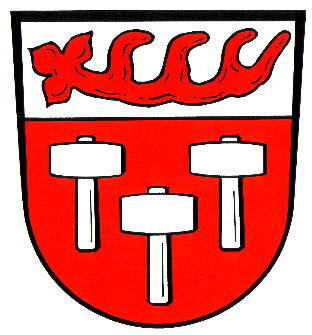
Gemeinde Klosterbeuren Unter silbernem Schildhaupt, darin eine rote Hirschstange, in Rot zwei zu eins gestellte silberne Schlägel.
Gemeinde Köngetried
Gemeinde Könghausen
Gemeinde Lannenberg
Gemeinde Loppenhausen
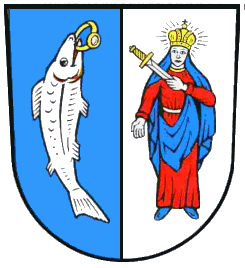
Gemeinde Maria Steinbach Gespalten von Blau und Silber, vorne pfahlweise ein silberner Fisch mit goldenem Ring und silbernem Stein im Maul, hinten die rotgekleidete Himmelskönigin mit goldener Strahlenkrone in blauem Mantel, die Linke an die von einem schräggestürzten goldgegrifften silbernen Schwert durchbohrte Brust haltend.
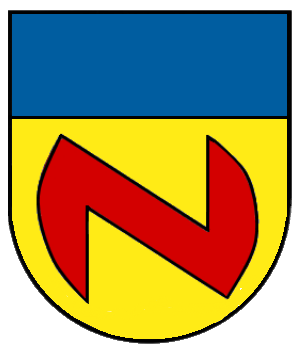
Gemeinde Mattsies In Gold unter blauem Schildhaupt balkenweise ein gerundeter roter Doppelhaken.
Gemeinde Mindelau
Gemeinde Mohrenhausen
Gemeinde Mörgen
Gemeinde Mussenhausen
Gemeinde Nassenbeuren
Gemeinde Niederdorf
Gemeinde Oberauerbach
Gemeinde Oberegg
Gemeinde Oberkammlach
Gemeinde Oberneufnach
Gemeinde Oberrammingen
Gemeinde Olgishofen
Gemeinde Ollarzried
Gemeinde Reichau
Gemeinde Saulengrain
Gemeinde Schlegelsberg
Gemeinde Schlingen
Gemeinde Schöneberg
Gemeinde Schwaighausen
Gemeinde Siebnach
Gemeinde Spöck
Gemeinde Stockheim
Gemeinde Tafertshofen
Gemeinde Tiefenried
Gemeinde Traunried
Gemeinde Unterauerbach
Gemeinde Unterkammlach
Gemeinde Unterrammingen
Gemeinde Unterrieden
Gemeinde Warmisried
Gemeinde Weilbach
Gemeinde Weinried
Gemeinde Westernach
Gemeinde Wineden
Gemeinde Zaiertshofen
Gemeinde Zaisertshofen
Gemeinde Zell